# سید امین علوی
سید امین علوی (متولد ۳۱ شهریور ۱۳۶۸ در مشهد) والیبالیست اهل ایران، عضو تیم ملی ب والیبال ایران و باشگاه والیبال نیان الکترونیک خراسان. علوی در لیست ۸ بازیکن برتر سال ۱۳۹۰ نیز حضور داشت. علوی در سال ۱۳۹۳ توسط کواچ به تیم ملی والیبال ایران دعوت شد.